# Свиное заливное

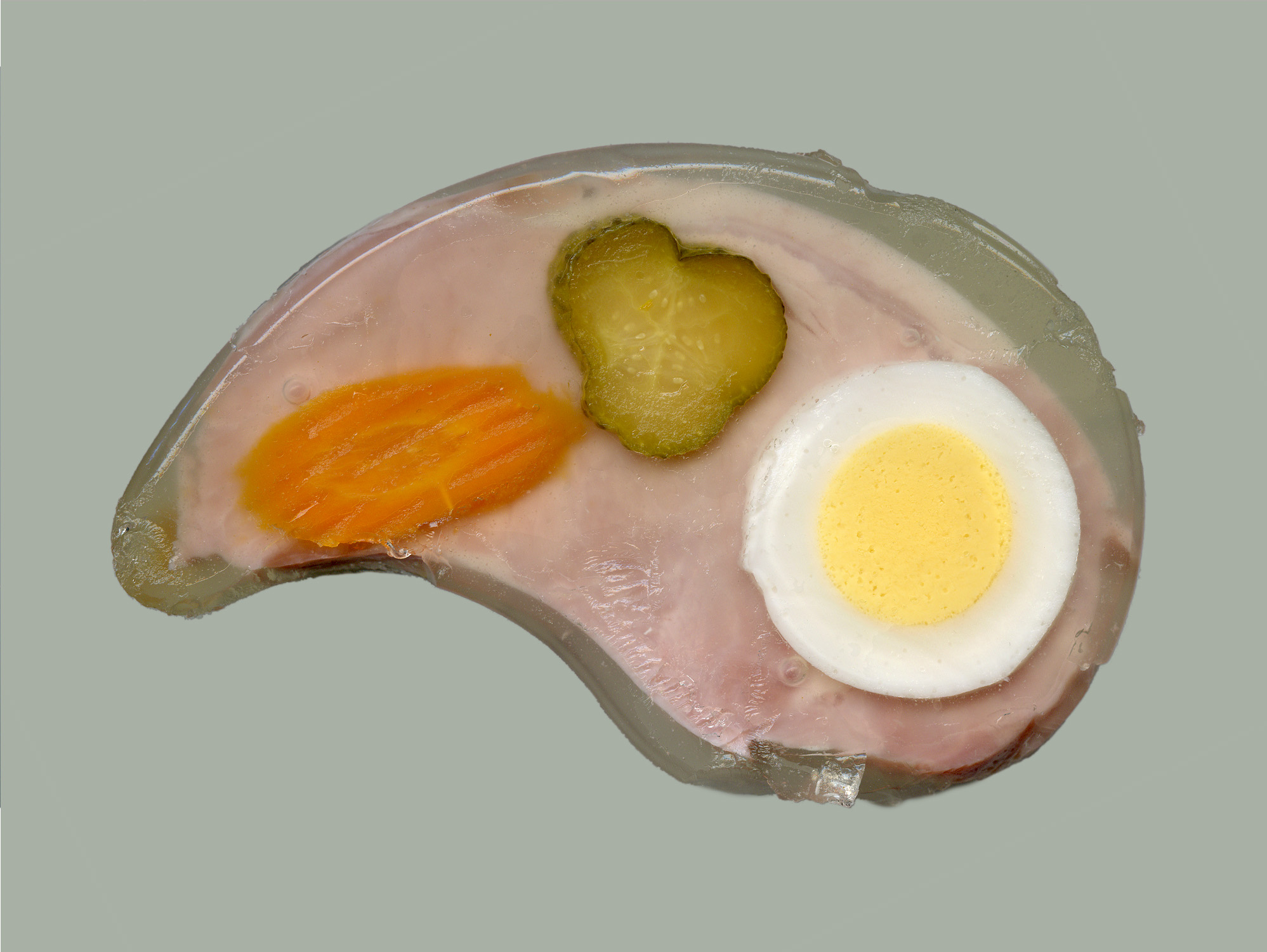
Свиное заливное промышленного производства

Свиное заливное (нем. Sülzkotelett — «заливная котлета») — холодное мясное блюдо немецкой кухни и готовый мясной продукт в розничной продаже в Германии в виде бескостного свиного филе в студенистом желе.
Для приготовления свиного заливного свиную мякоть отваривают в подсоленной воде с суповой зеленью, затем освобождают от костей и нарезают на порции. Полученный бульон процеживают, обезжиривают, уваривают и приправляют в зависимости от рецепта уксусом, затем добавляют желатин и распределяют по формам, украшают варёными яйцами, морковью и маринованными огурцами и сверху выкладывают порционную отварную свинину. В Германии для этого блюда имеются специальные подходящие порционные формы. В промышленном производстве используются прямые варёные яйца. Для застывания желейной заливки блюдо выдерживают в холодном месте. Свиное заливное сервируют с ремуладом и жареным картофелем или просто серым хлебом.